# Rosa Bonheur
Marie-Rosalie Bonheur, más conocida como Rosa Bonheur (Burdeos, 16 de marzo de 1822-Thomery, 25 de mayo de 1899), fue una artista francesa, fundamentalmente pintora que se especializó en la representación de animales y también escultora, de estilo realista. Fue ampliamente considerada una de las artistas más famosas del siglo XIX.

## Trayectoria

### Primeros años
Hija de Sophie Marquis y del dibujante Raymond Bonheur, se formó con su padre y en el taller de Léon Cogniet. Sus hermanos fueron Auguste Bonheur que se convertirá en pintor de paisajes y animales, Isidore Bonheur, escultor, y Juliette Bonheur, que fue también pintora de animales.
Su madre, de padre desconocido, fue adoptada por un rico comerciante bordelés, Jean-Baptiste Dublan de Lahet. Bonheur se complacía en imaginar que el misterio de sus orígenes ocultaba algún secreto de estado, que era de sangre real, pero actualmente se sabe que su protector, Dublan de Lahet, era en realidad su abuelo.
La familia Bonheur se adhirió al grupo político cristiano y socialista de los sansimonianos, que promovía la educación igualitaria entre hombres y mujeres y profetizaba la venida de una mesías femenino. Sobre el grupo escribiría: «A sus doctrinas debo mi gran y gloriosa ambición por el sexo al cual orgullosamente pertenezco y cuya independencia defenderé hasta el día de mi muerte».
Rosa tuvo problemas de aprendizaje, y para ayudarla a memorizar el alfabeto, su madre le sugirió que eligiera un animal para cada letra y lo dibujara. Esta fue su oportunidad para desarrollar su talento para el dibujo así como su preferencia por los animales, que fueron el tema de todas sus obras.
Sus padres tuvieron buenas relaciones con los españoles exiliados en Burdeos como Francisco de Goya y Leandro Fernández de Moratín. Este último llamaba a Bonheur “ma boule ronde” (mi bola redonda).
Pasó varios años en el campo, en el Château Grimont (Quinsac), cerca de Burdeos, donde se ganó la reputación de marimacho («Yo era el más muchacho de todos»), reputación que la siguió toda su vida y que no buscó desmentir, ya que llevaba el cabello corto y fumaba habanos.

### París y éxito profesional
En 1828 se mudó a París con su familia, donde su padre fundó una escuela femenina de dibujo. Comenzó a ir al Louvre para copiar al óleo los animales de artistas como Nicolas Poussin, Rubens o Théodore Géricault. Visitó los mataderos para estudiar las disecciones y hacer bocetos a lápiz de la anatomía de los animales. También asistió como oyente a clases universitarias de anatomía y osteología veterinaria. En ese periodo conoció a los zoólogos y naturalistas Étienne Geoffroy Saint-Hilaire e Isidore Geoffroy Saint-Hilaire.
En 1843 y 1844 obtuvo medallas en la Exposición de Ruán. Expuso por primera vez en el Salón de 1843. Obtuvo una medalla de tercera clase en el Salón de 1845 y una medalla de oro en el de 1848. El año siguiente expuso Arando en el Nivernais (Labourage nivernais), Museo de Orsay), un encargo estatal.
En 1849 falleció su padre Raymond Bonheur, lo que le obligó a hacerse cargo de la escuela que había fundado su padre.
Con La feria de caballos (Museo Metropolitano de Arte, Nueva York), presentado en el Salón de 1853, conoció una gloria internacional que le valió para efectuar viajes en el curso de los cuales le presentaron a personalidades como la reina Victoria. Conoció también a la emperatriz Eugenia, e incluso al Coronel Cody (Buffalo Bill), que le ofreció una auténtica panoplia de sioux.

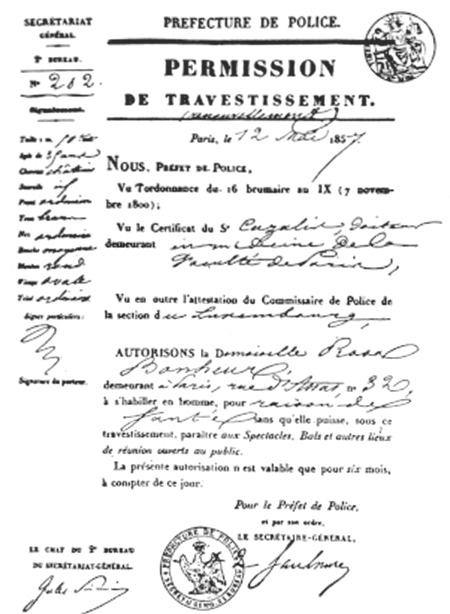
Permiso dado a Bonheur para vestir pantalones.

Como el travestismo estaba prohibido en Francia por ley, en 1857 obtuvo de la policía una autorización para aparecer en público vestida con pantalones, con la intención de no ser molestada mientras hacía bocetos en lugares dominados por hombres como las ferias de ganado, las cuales frecuentaba. Cada seis meses, alegando motivos de salud, acudía a la Prefectura de Policía de París para solicitar el Permission de Travestissement, firmado por un médico.
En 1859, se instaló en By, ladera vinícola del municipio de Thomery en Sena y Marne donde puso su taller.
Participó con diez obras en la Exposición Universal de París de 1867. Presentó Cambio de pasto, que había sido un encargo personal de la emperatriz Eugenia de Montijo. Fue condecorada con una medalla. También participó en la Exposición Universal de Londres de 1871. Sus obras fueron muy apreciadas, así en 1888 un cuadro suyo alcanzó las 4.200 libras en Christie's.
Murió el 25 de mayo de 1899, en el château de By y fue inhumada en el cementerio del Père Lachaise (división 74). Su antiguo taller forma parte del Museo Rosa Bonheur en el castillo de By.

### Vida personal

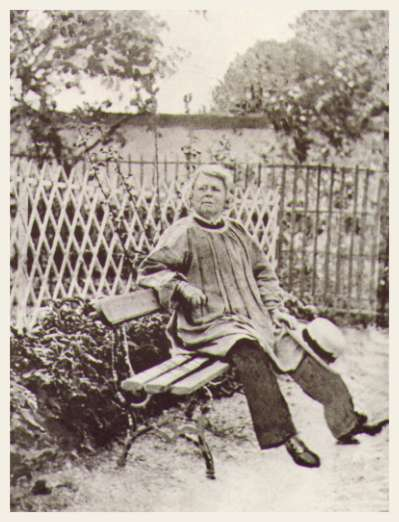
Fotografía de Rosa Bonheur (años 1880-90) en su jardín de By.

Bonheur era abiertamente lesbiana. Vivió dos relaciones amorosas: una con Nathalie Micas, a la que conoció en 1837 (Bonheur tenía 14 años y Micas 12), quien también se convirtió en pintora y de la que no se separó hasta su muerte en el año 1889; y otra, después de la muerte de Nathalie Micas, con la estadounidense Anna Elizabeth Klumpke, también pintora, con la que vivió diez años hasta la muerte de Bonheur, siendo Klumpke su heredera universal. Bonheur vestía ropa considerada masculina en la época y rompía las convenciones sociales sobre el comportamiento femenino al fumar cigarrillos y llevar el cabello corto. Nada de lo anterior provocó escándalo alguno, pese a ser un tiempo tan preocupado por las convenciones, dada su fama de excéntrica y su carácter fuerte. Bonheur, Micas y Klumpke fueron enterradas juntas en el cementerio del Père Lachaise.
Actualmente es celebrada como una pionera por la comunidad lesbiana, encajando con lo que se conoce hoy como feminista radical. En sus propias palabras, creía en un "Jesucristo andrógino".

## Premios y reconocimientos
- Fue la primera mujer artista en ser condecorada con la Legión de Honor, en 1865, siendo ascendida a oficial de esta Orden en 1894.[13]
- Comendadora de la Orden de Isabel La Católica de España.[14]
- Miembro honorario de la Academia de BBAA de Pensilvania, Estados Unidos.
- Nombrada miembro de la Academia de BBAA de Amberes, Bélgica.[4]
- En 1866 el emperador Maximiliano I de México le concedió la Cruz de la Orden de San Carlos.
- Condecorada con la Orden de Lepoldo de Bélgica
- Miembro honorario de la Real Academia de Acuarelistas de Londres.
- Mérito a las BBAA de Sajonia-Coburgo-Gotha.
- Su marchante Gambart regaló un cuadro, El Cid (antes llamado "Cabeza de león"), al Museo del Prado en 1879.[15][16]

## Obra
En su obra se observa una evolución desde presupuestos convencionales y académicos en sus primeros lienzos, con influencias de Constant Troyon, hasta un estilo impresionista en sus cuadros finales.Su estilo la convirtió en una representante de la escuela realista.
Coescribió junto a su pareja Anna Elizabeth Klumpke sus memorias: Rosa Bonheur: La [auto]biografía de la artista.

## Galería

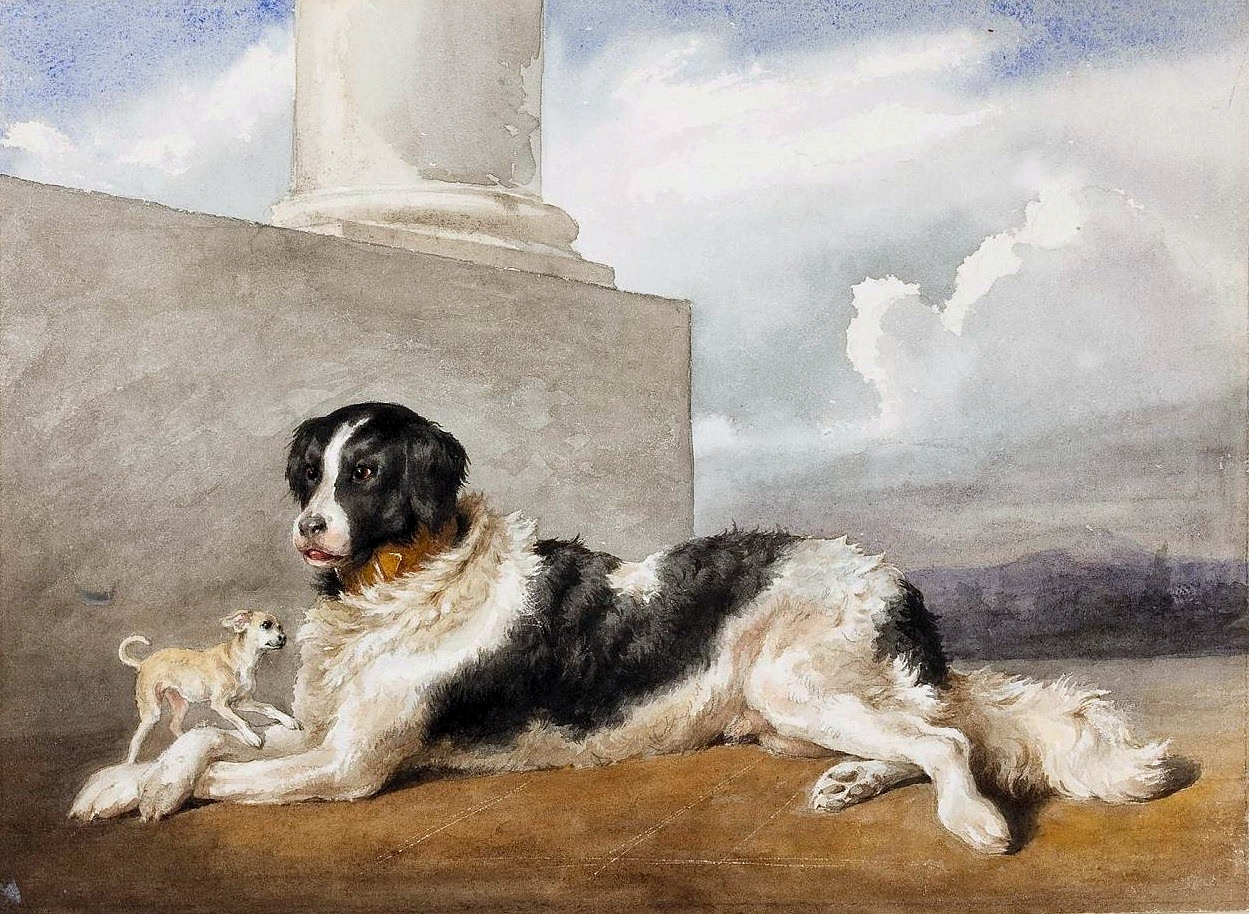
Sultan y Rosette, los perros de los Czartoryski, 1852, Museo Nacional de Varsovia.
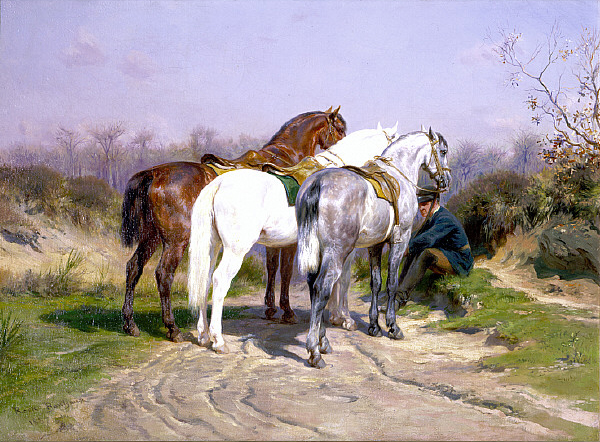
Relevo de caza, 1887, Museo de Arte de San Luis.
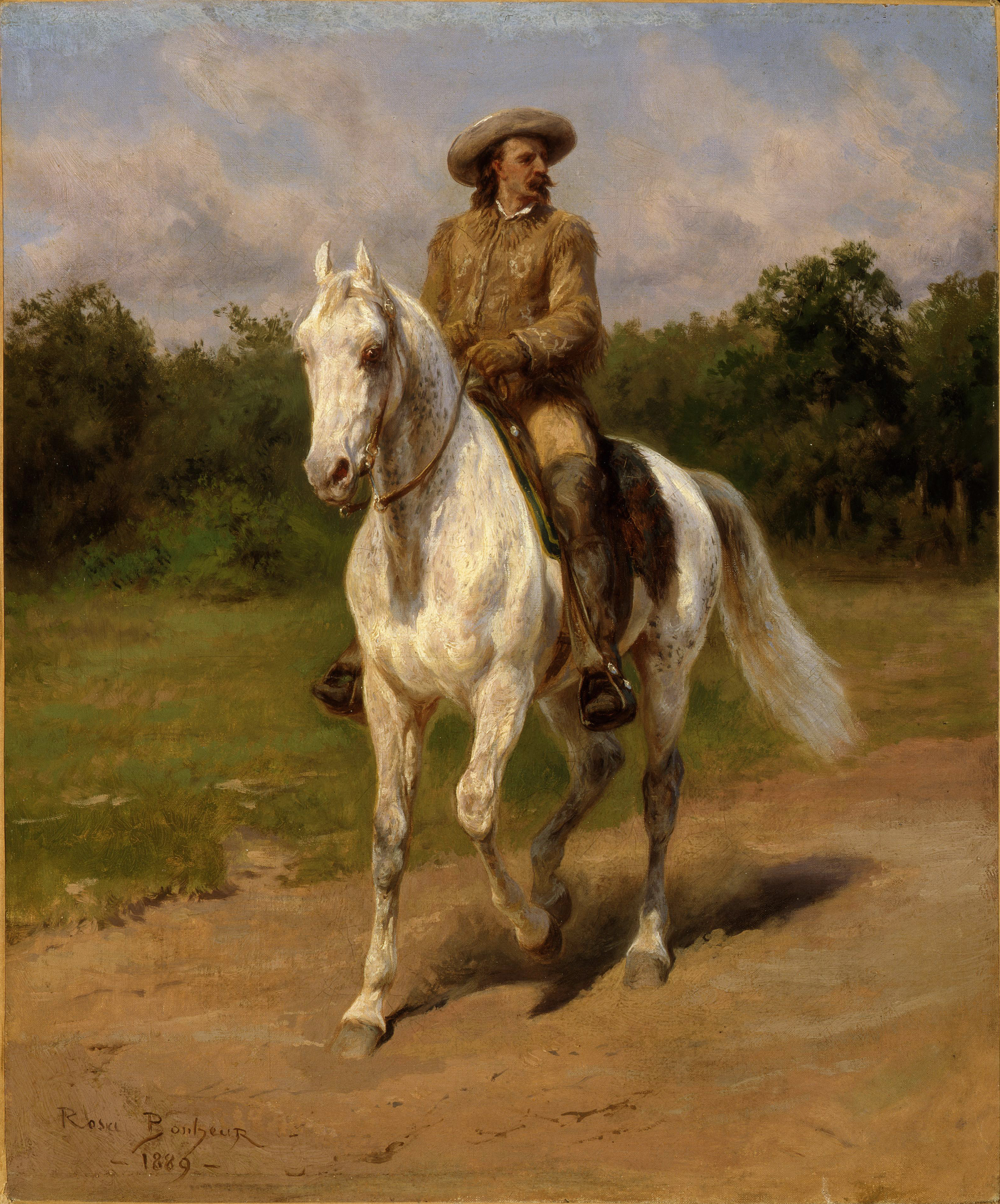
El coronel William F. Cody (Buffalo Bill), 1889, Buffalo Bill Center of the West, Cody.
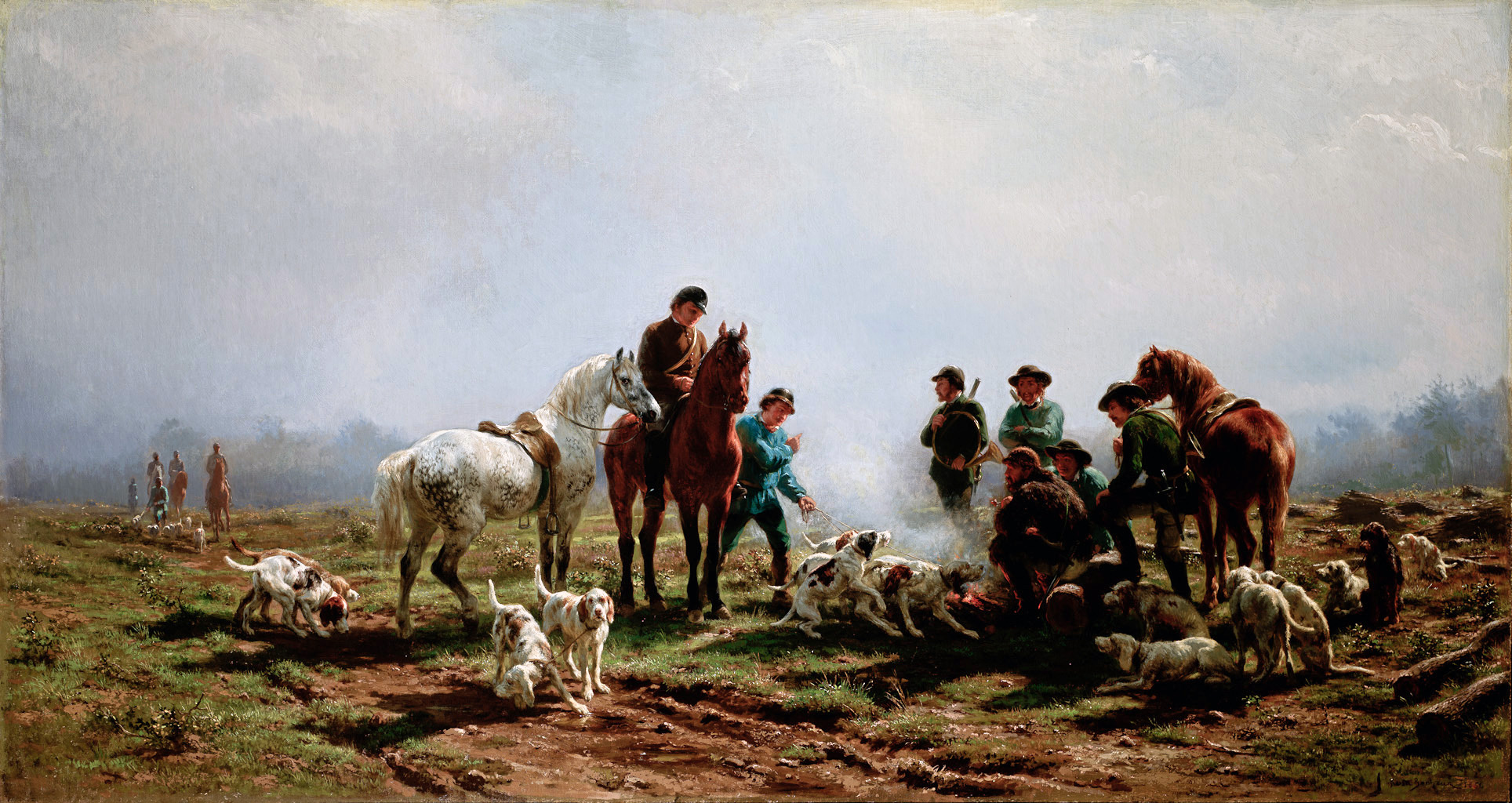
Reunión para la caza, 1856.
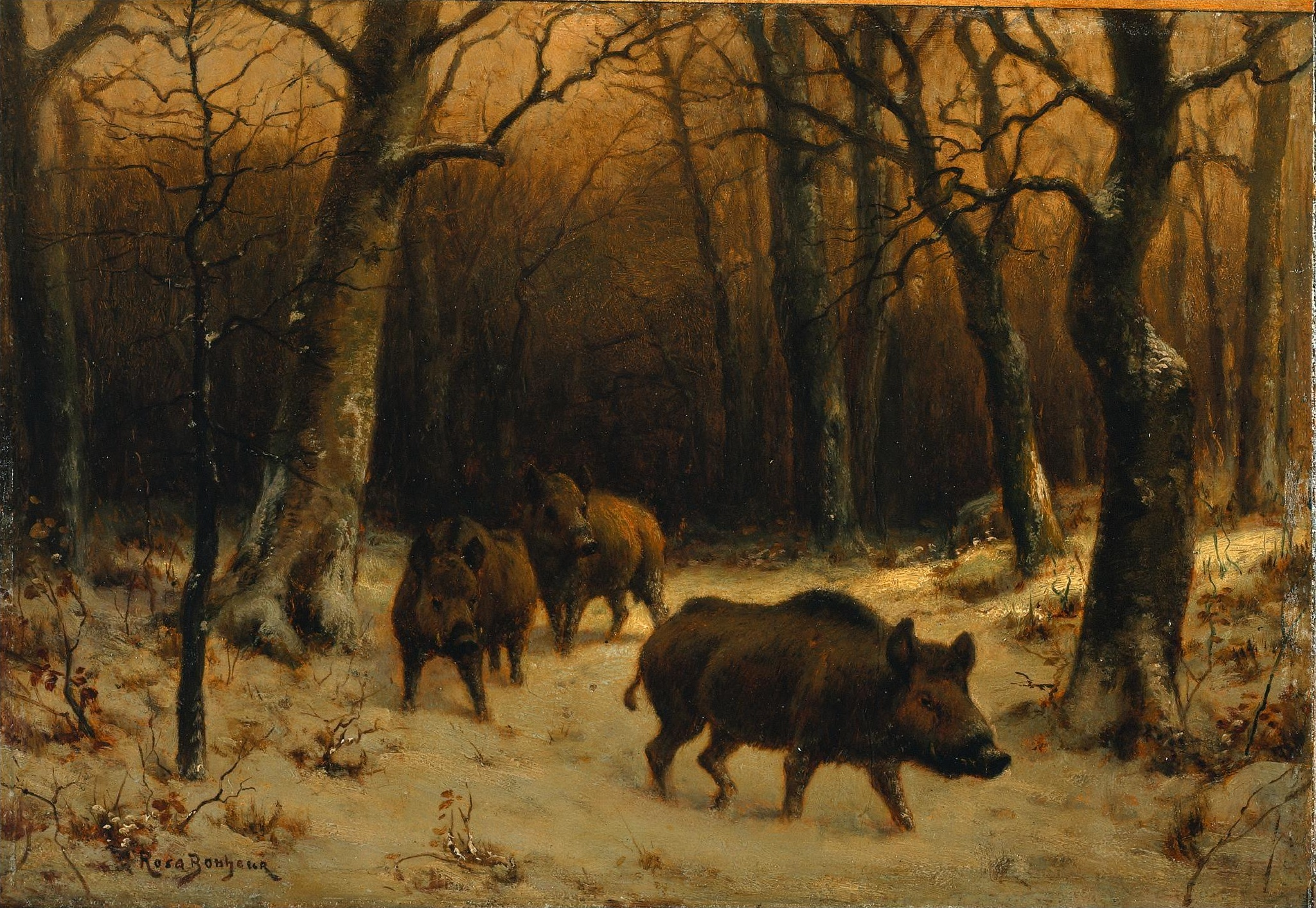
Jabalíes en la nieve, 1870 aproximadamente.
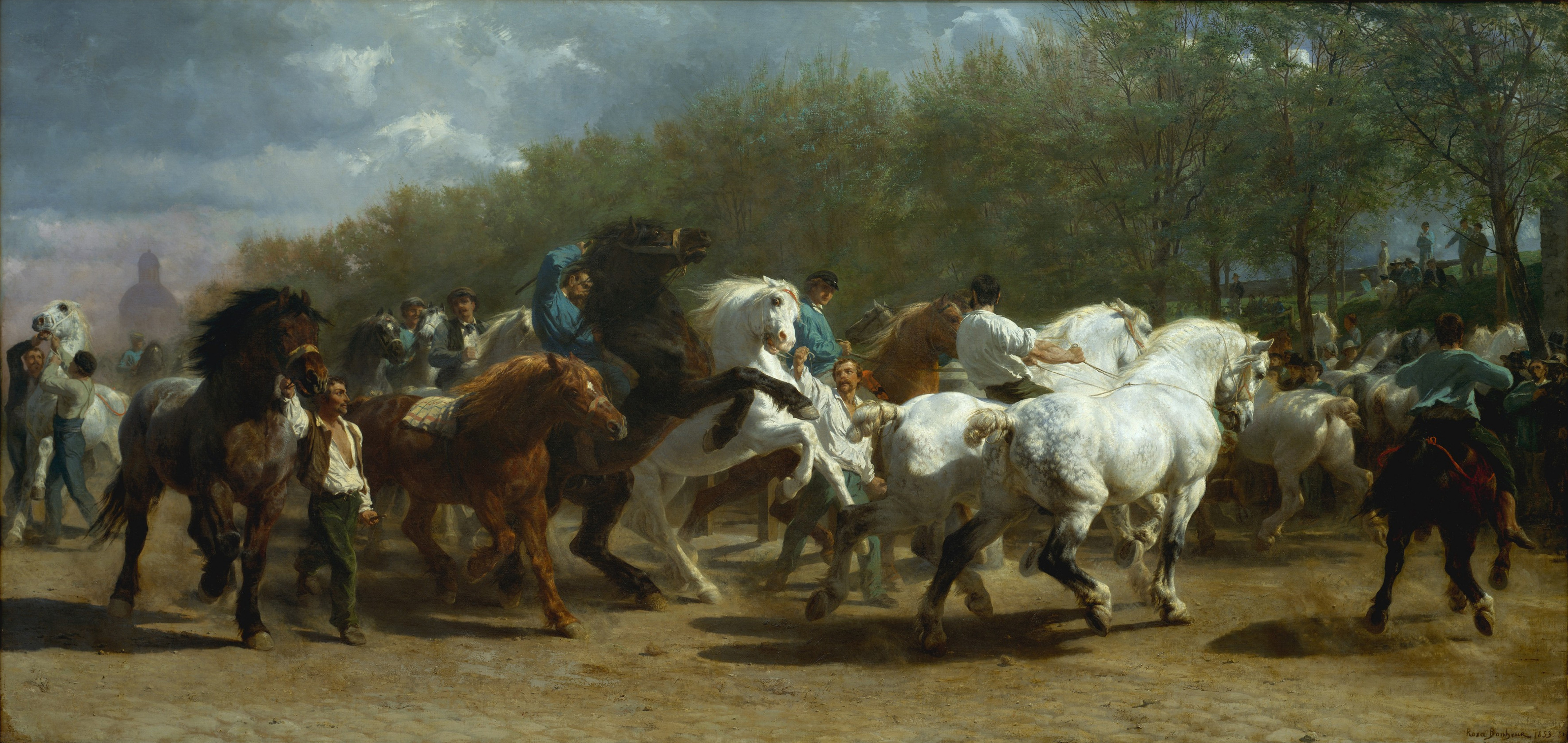
Feria de caballos, 1855, Museo Metropolitano de Arte, Nueva York.
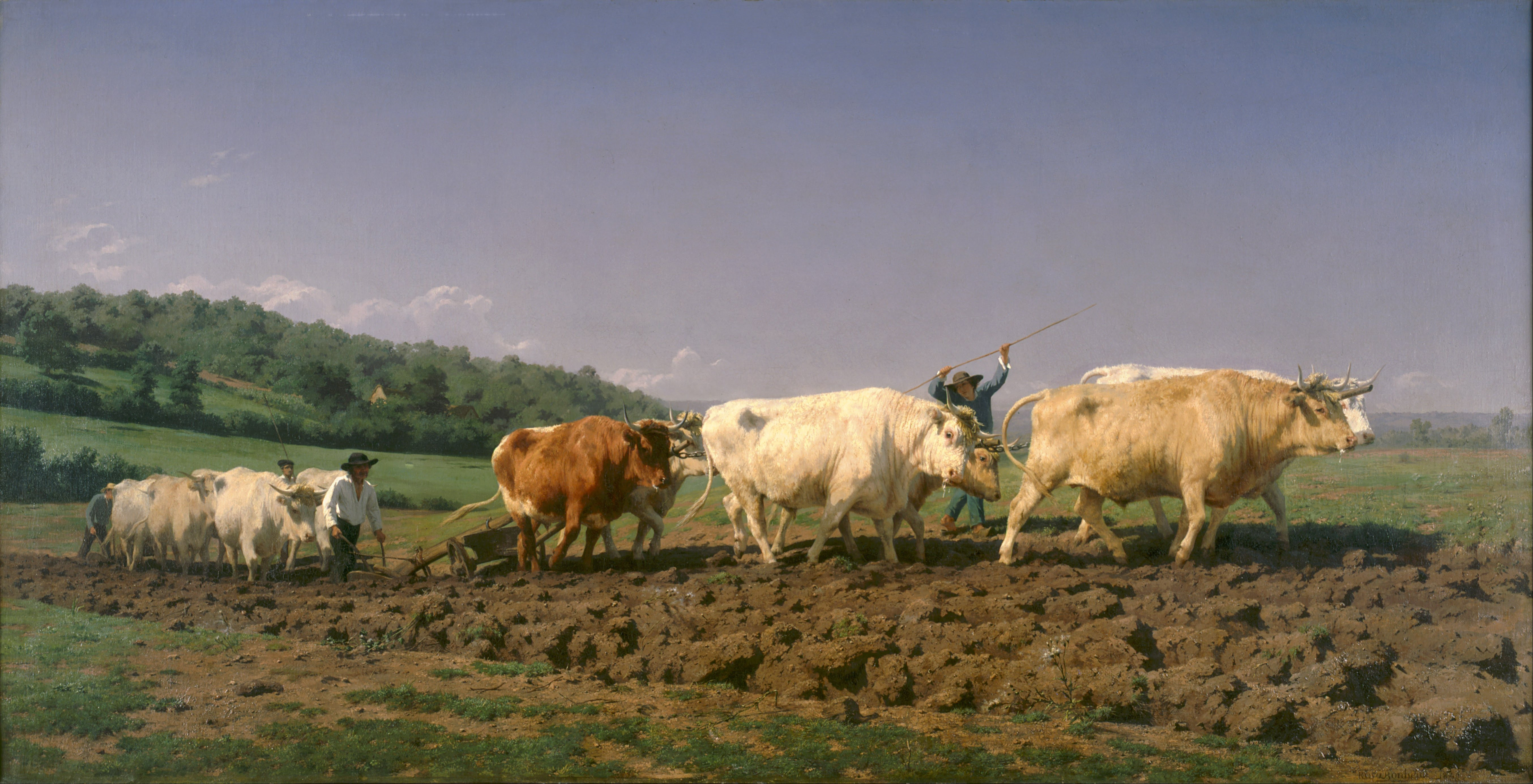
Arando en Nivernais, 1849.
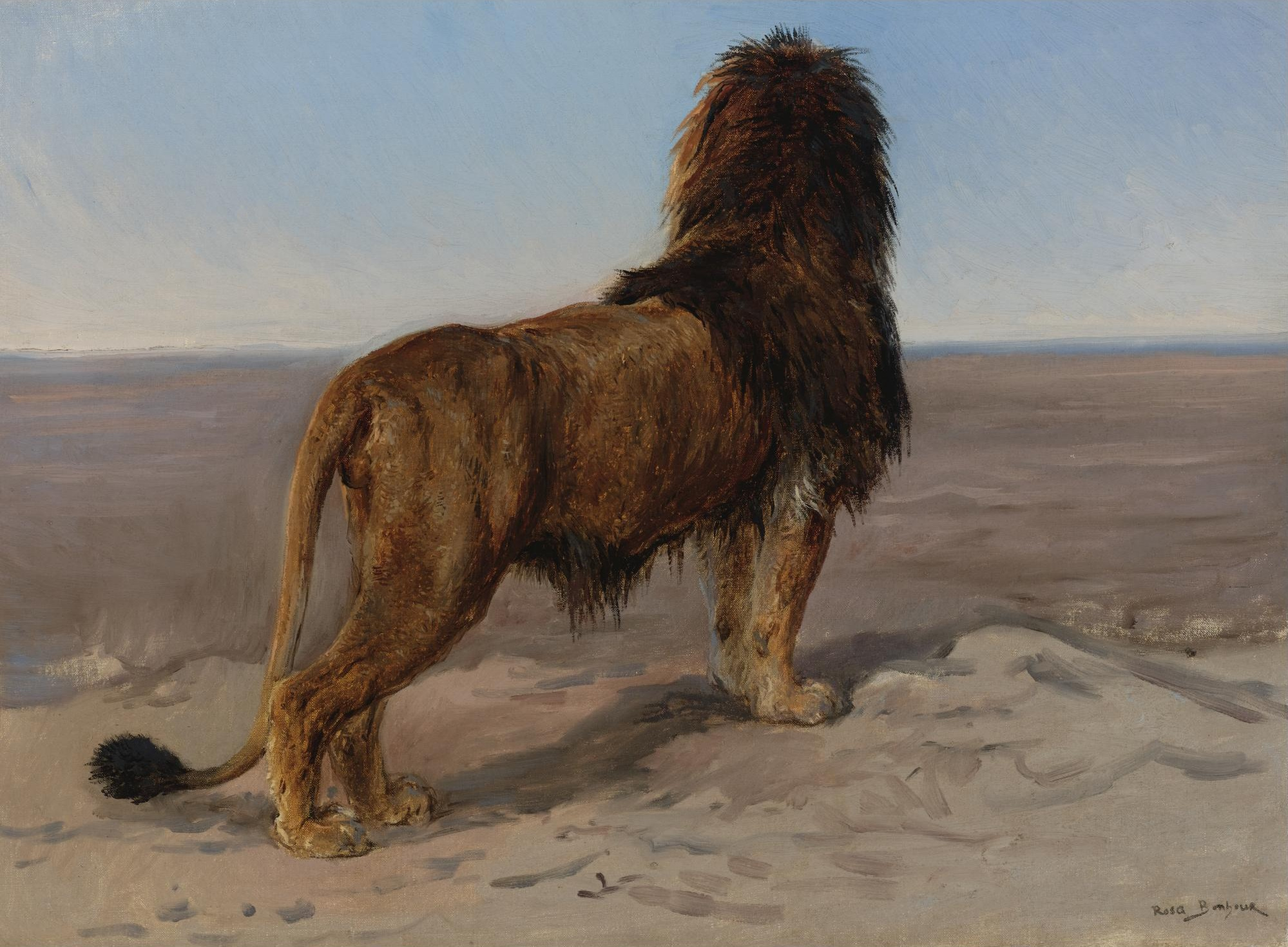
León (al acecho).
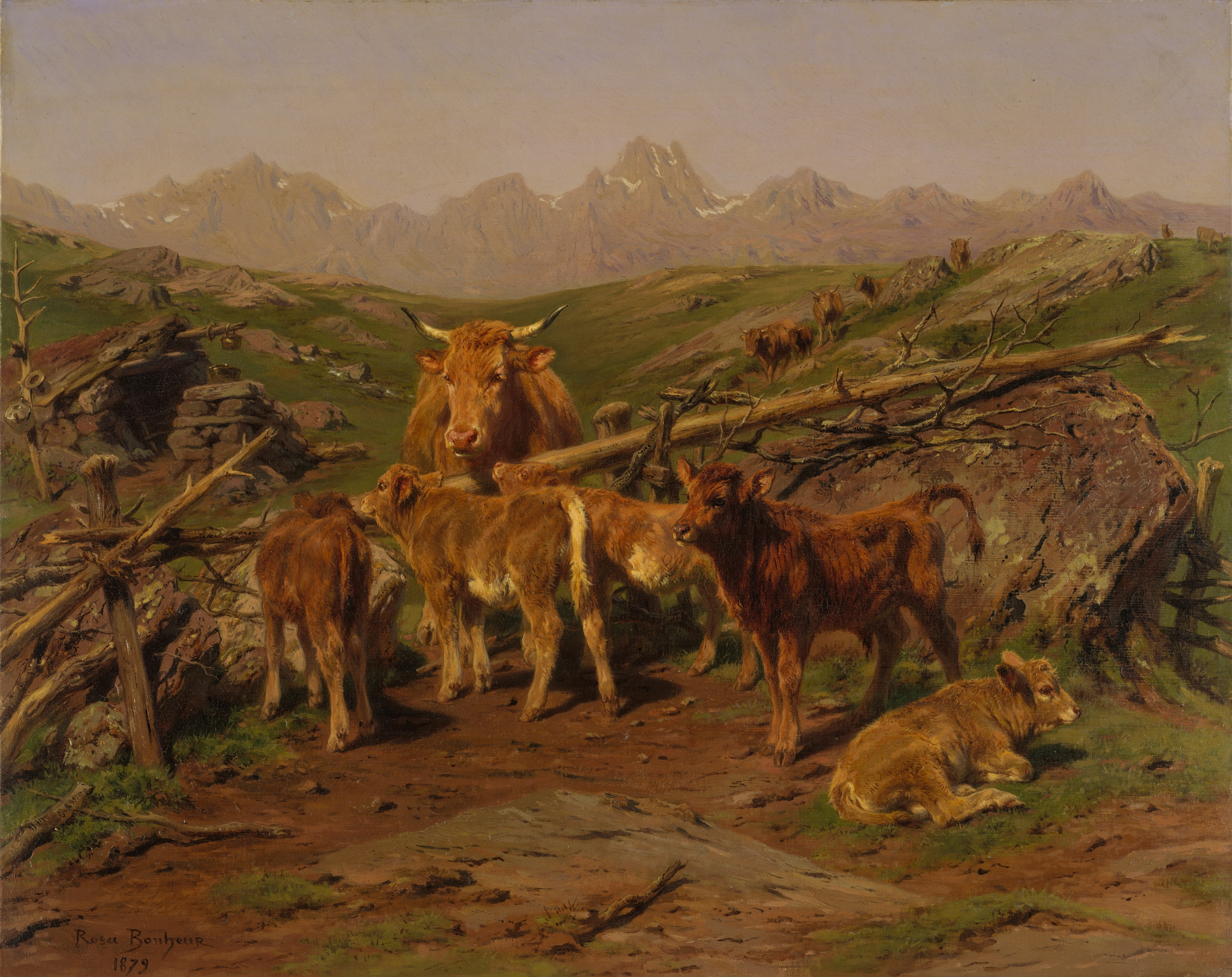
Destete de los terneros, 1879.
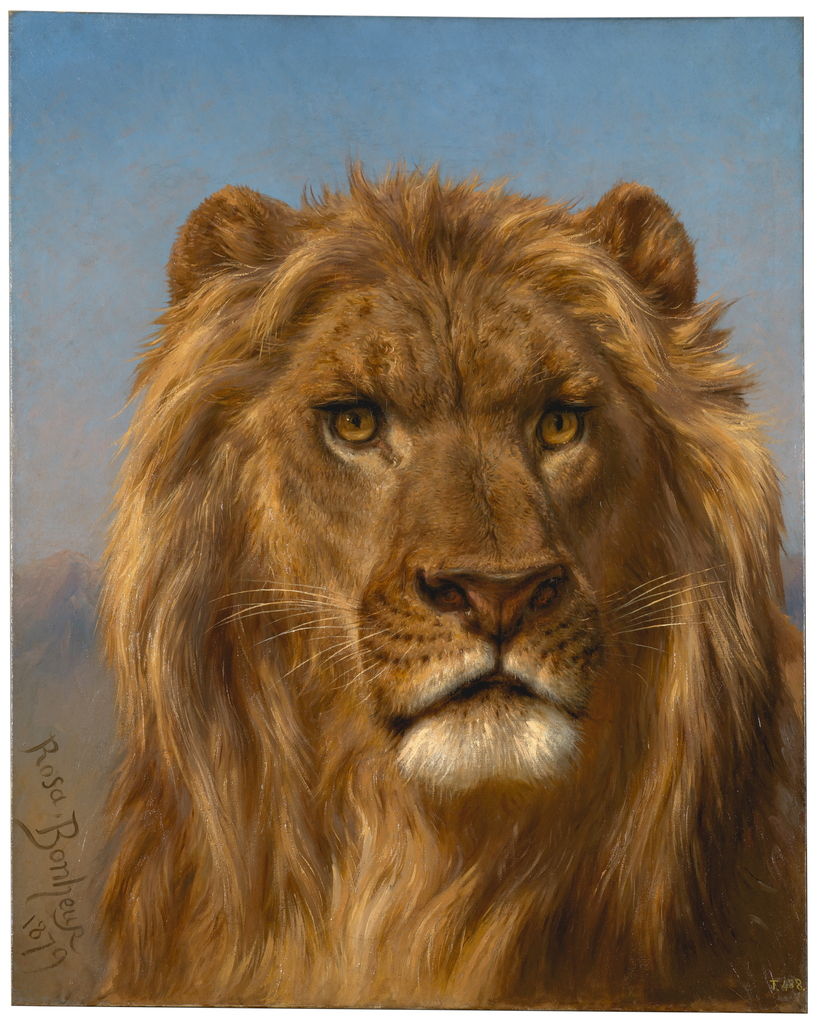
El Cid, 1879, Museo del Prado, Madrid